# カマウ市

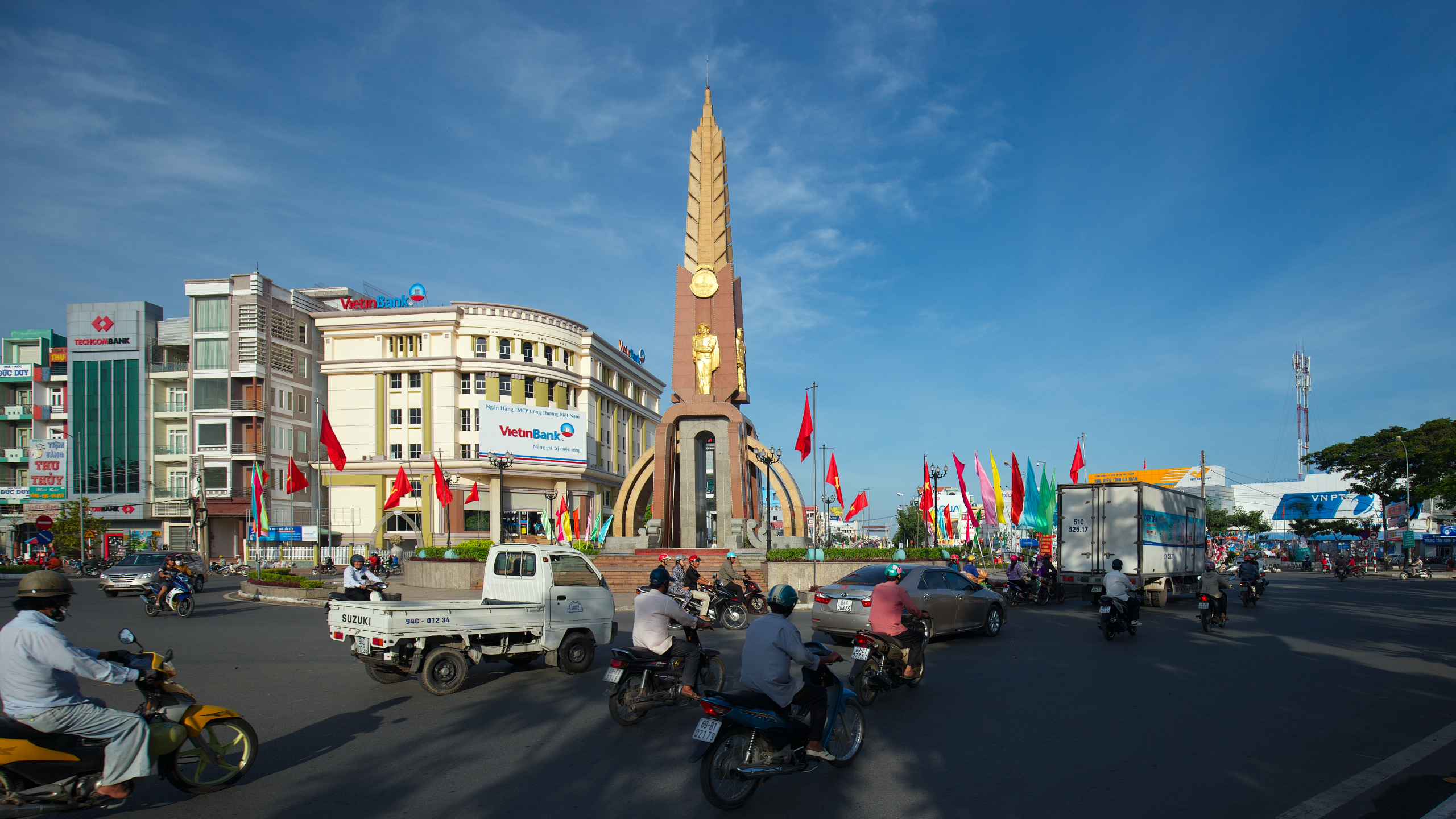
カマウ市

カマウ市（ベトナム語：Thành phố Cà Mau / 城庯哥毛?  発音）はベトナムのカマウ省の省都。人口 204,895 人（2010年）、面積 230.3 平方キロメートル。カマウ空港がある。

## 行政区画
以下の10坊7社を有する。
- 第1坊（Phường 1）
- 第2坊（Phường 2）
- 第4坊（Phường 4）
- 第5坊（Phường 5）
- 第6坊（Phường 6）
- 第7坊（Phường 7）
- 第8坊（Phường 8）
- 第9坊（Phường 9）
- タンタイン坊（Tân Thành / 新城）
- タンスエン坊（Tân Xuyên / 新川）
- アンスエン社（An Xuyên / 安川）
- ディンビン社（Định Bình / 定平）
- ホアタン社（Hòa Tân / 和新）
- ホアタイン社（Hòa Thành / 和城）
- リヴァンラム社（Lý Văn Lâm / 李文林）
- タックヴァン社（Tắc Vân / 稷雲）
- タンタイン社（Tân Thành / 新城）

## 交通
- カマウ空港
- 国道1A号線

## カマウ省出身の人物
- グエン・ゴック・トゥ - 作家
- グエン・タン・ズン - 政治家（第6代首相）